# Thurø Bund
Thurø Bund er en vestvendt fjord på Thurø. Fjorden er omkring 2½ km lang og 500 m bred og deler Thurø i en i nordlig del og en sydlig ca. 800 m bred flad vestvendt halvø. I fjordens munding ligger den lille ubeboede ø Kidholm som hører til Bregninge Sogn på Tåsinge.
Ved Thurøbund ligger Danmarks eneste sejlende spejdercenter, i bugten ligger også en marina.